# Корбулонов канал
Корбулонов канал (лат. Fosse Corbulonis) који је спајао реку Рајну са ушћем реке Меусе, данас у Холандскоим делу делте Рајне (хол. Kanaal van Corbulo), био је римски пловни канал, ископан око 50. године под руководством генерала Гнеја Домитијуса Корбулона (Gnaeus Domitius Corbulo, 7 — 67). Канал био дубок око три метра и широк петнаест метара, што је било довољно за мимоилажење два брода.

## Историја
Пројекат су споменули историчари:
- Гај Корнелије Тацит (лат. Publius или Gaius Cornelius Tacitus око 55. - умро око 115. године), римски говорник, правник и сенатор и један од највећих античких историчара,[1] и
- Касије Дион Кокејан (грч. Δίων ὁ Κάσσιος око 155 - око 235) римски конзул и историчар, у свом делу Римска историја (Ρομαικε ιστοριa) у осамдесет томова у којима је описао римску историју од доласка Енеје у Италију до смрти цара Септимија Севера,[2]

као канал дуг 23 римске миље (око 34 km) који је требало да олакшао кретање римских легија по војним комуникацијама Германије. 
Делови канала су остали у употреби до приближно 275. године када је подручје остало без становника накод бројних напада Франачких владара, који су чинили савез западногерманских племена са доње Рајне.